# Upplands runinskrifter 764

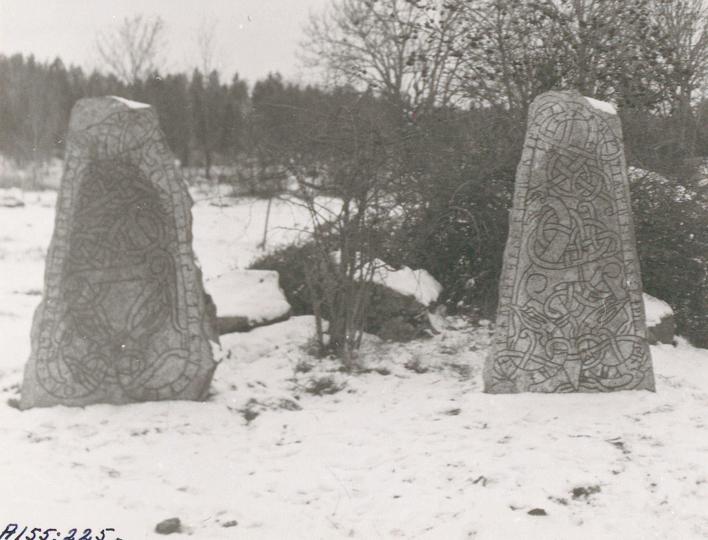
Ristningarna på U 764 och U 763 utgör varandras spegelbilder.

Upplands runinskrifter 764 är en vikingatida runsten av granit i Klista, Vårfrukyrka socken och Enköpings kommun.  Det är en parsten till U  763 som står precis bredvid. U 764 är 1,9 meter hög och 1 meter bred. Runhöjden är 5-6 centimeter.
'

## Inskriften
Translitterering av runraden:
brunk : ak : hulm:stin : litu : risa : istin : þin:sn uftʀ : kun:brn : faþur : sin : kuþa͡ni :
Normalisering till runsvenska:
Bruni ok Holmstæinn letu ræisa stæin þennsa æftiʀ Gunnbiorn, faður sinn goðan.
Översättning till nusvenska:
Brune och Holmsten läto resa denna sten efter Gunnbjörn, sin gode fader.